# Elena Băsescu
Elena Băsescu (beceneve EBA, Konstanca, 1980. április 24. –) román politikus, közgazdász, volt fotómodell, Traian Băsescu román államfő legkisebb lánya.
A 2009-es európai parlamenti választáson független jelöltként indult és jutott be az Európai Parlamentbe (EP). Itt az Európai Néppárt (EPP) tagja lett.